# Arthur H. Greenwood

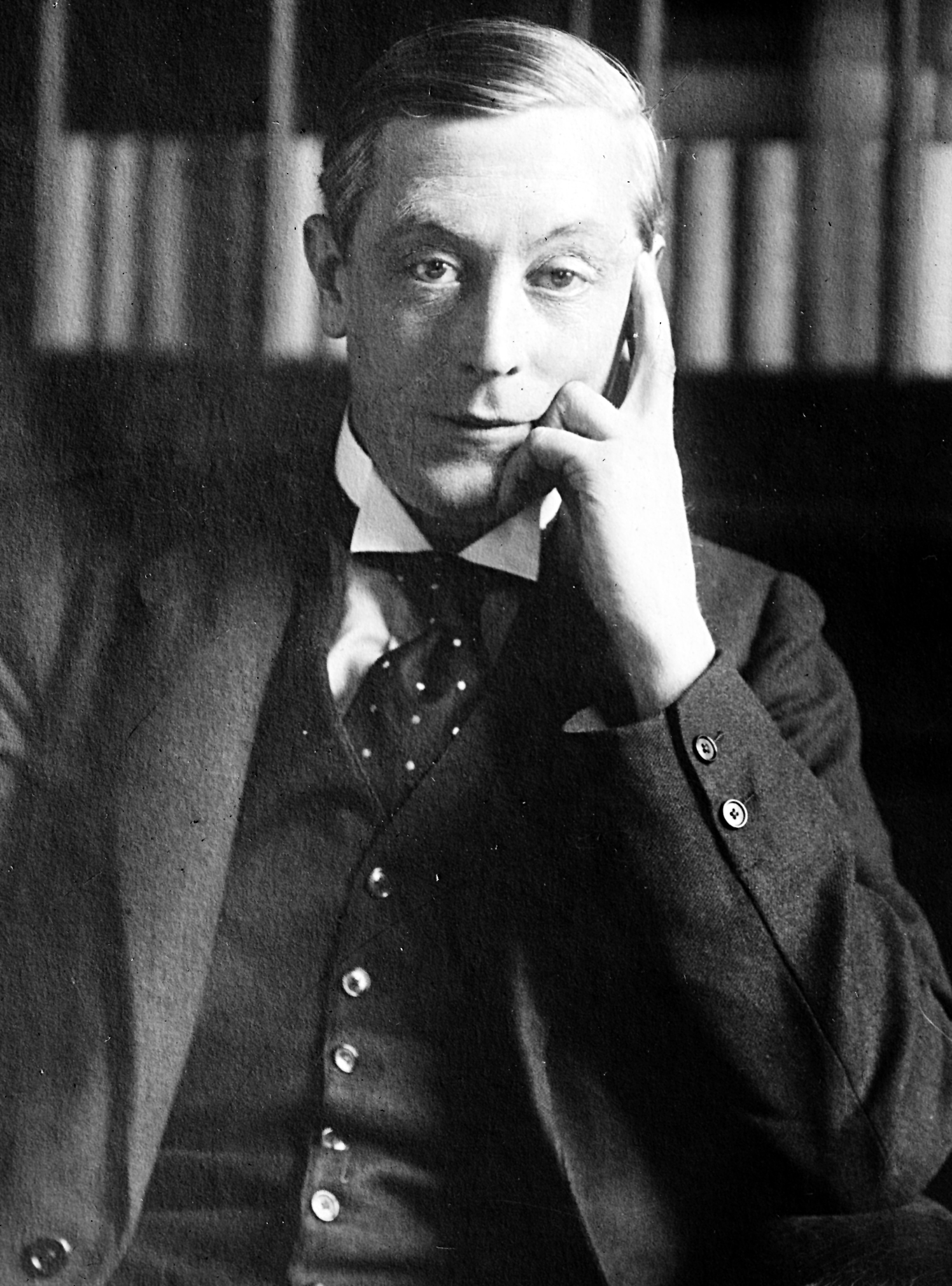
Arthur H. Greenwood

Arthur Herbert Greenwood (* 31. Januar 1880 bei Plainville, Daviess County, Indiana; † 26. April 1963 in Bethesda, Maryland) war ein US-amerikanischer Politiker. Zwischen 1923 und 1939 vertrat er den Bundesstaat Indiana im US-Repräsentantenhaus.

## Werdegang
Arthur Greenwood besuchte die öffentlichen Schulen seiner Heimat einschließlich der High School in Washington. Nach einem anschließenden Jurastudium an der Indiana University in Bloomington und seiner im Jahr 1905 erfolgten Zulassung als Rechtsanwalt begann er in Washington in diesem Beruf zu arbeiten. Später ergänzte er seine juristischen Kenntnisse mit einem weiteren Studium an der George Washington University.
Zwischen 1910 und 1916 saß Greenwood im Bildungsausschuss der Stadt Washington. Von 1911 bis 1915 war er juristischer Vertreter des Daviess County; in den Jahren 1916 bis 1918 fungierte er als Staatsanwalt im 49. Gerichtsbezirk von Indiana. Politisch war er Mitglied der Demokratischen Partei. Bei den Kongresswahlen des Jahres 1922 wurde Greenwood im zweiten Wahlbezirk von Indiana in das US-Repräsentantenhaus in Washington, D.C. gewählt, wo er am 4. März 1923 die Nachfolge von Oscar E. Bland antrat. Nach sieben Wiederwahlen konnte er bis zum 3. Januar 1939 acht Legislaturperioden im Kongress absolvieren. Seit 1933 vertrat er dort als Nachfolger von Louis Ludlow den siebten Distrikt seines Staates; in diesem Jahr folgte er außerdem als Whip der demokratischen Mehrheitsfraktion auf John McDuffie. 1935 gehörte Greenwood der amerikanischen Delegation an, die der Amtseinführung des philippinischen Präsidenten Manuel Quezon beiwohnte. Seit 1933 wurden im Kongress die meisten New-Deal-Gesetze der Bundesregierung verabschiedet. Im Jahr 1938 wurde Greenwood nicht wiedergewählt.
Nach seinem Ausscheiden aus dem US-Repräsentantenhaus praktizierte Greenwood wieder als Anwalt. Außerdem war er als Farmer und Bankier tätig. Im Jahr 1944 strebte er erfolglos die Rückkehr in den Kongress an. Seit 1946 lebte Arthur Greenwood im Ruhestand, den er in Bradenton (Florida) verbrachte. Er starb am 26. April 1963 in Bethesda.